# La Verde (Chaco)
La Verde es una pequeña localidad de la provincia del Chaco, Argentina. Se encuentra en el departamento General Donovan, a 1000 metros del río Negro. La principal actividad económica es la planta elaboradora de tanino que dio origen al pueblo.
Fue fundada en las primeras décadas del siglo XX. Como no hay registros de fecha exacta de su fundación, esta se acordó como el 12 de octubre de 1917.

## Vías de comunicación
La principal vía de comunicación es la ruta provincial 11, que la comunica al sur por pavimento con Lapachito y la ruta nacional 16, y al norte (por camino de tierra) con General José de San Martín. Se encuentra a 60 kilómetros de Resistencia.

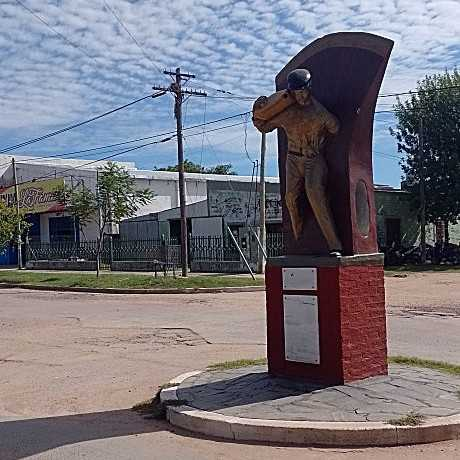
Monumento principal de la rotonda de La Verde

## Población
Su población era de 2486 habitantes (Indec, 2001), lo que representa un crecimiento del 15,0% frente a los 2162 habitantes (Indec, 1991) del censo anterior. En el municipio el total ascendía a los 2995 habitantes (Indec, 2001). Según el censo 2010, la localidad cuenta con 2717 habitantes.

## Turismo

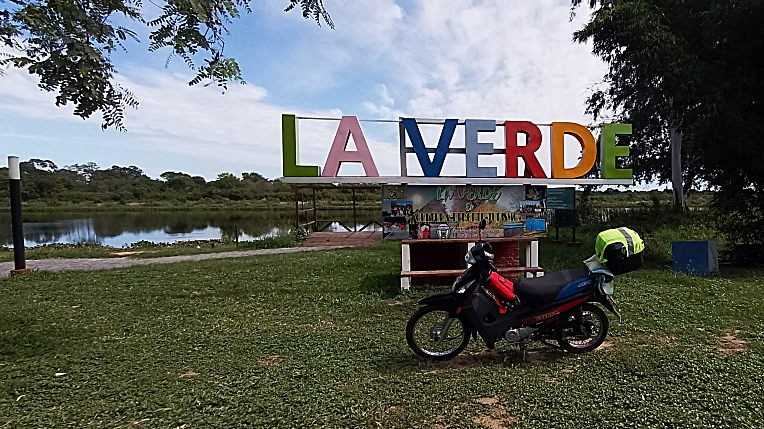
Balnerario La Verde

Desde 2010, se encuentra en funcionamiento un balneario sobre la laguna "La Escondida". El lugar cuenta con un camping que provee de mesas, parrillas, estacionamiento, luz eléctrica y baños, también los visitantes pueden optar por alojarse en el hotel ubicado a pocas cuadras del complejo.